# Alberto Núñez Feijóo
Alberto Núñez Feijóo (Ourense, 10 september 1961) is een Spaans politicus sinds 2022 is hij voorzitter van de conservatieve partij Partido Popular. daarvoor was hij van 2009 tot 2022 president van de autonome regio Galicië.
Feijóo wordt in 1961 geboren in Ourense en groeit op in Los Peares, waar hij zal wonen tot hij rechten gaat studeren in Santiago de Compostella. Na zijn studie, tussen 1985 en 1991 is hij ambtenaar in de Xunta de Galicia, de regionale overheid. In dat jaar begint hij aan zijn politieke carrière, nog altijd binnen de regionale overheid, al technisch secretaris generaal van landbouw en later ook binnen sociale zaken en gezondheidszorg.
In 1996 verhuist hij naar Madrid om voor de regering van José María Aznar te gaan werken, binnen het ministerie van volksgezondheid. Tussen 2000 en 2003 staat hij aan het hoofd van het nationale post- en telegrafiebedrijf, dat in die periode goeddeels geprivatiseerd wordt.
In 2003 verhuist hij weer naar Galicië om opnieuw deel uit te maken van de regionale overheid onder Manuel Fraga; hij wordt belast met de portefeuille van ruimtelijk ordening, openbare werken en huisvesting, en een jaar later wordt hij ook vicepresident van de regio. Fraga wint in 2005 de regionale verkiezingen, maar door een pact tussen de socialisten en de Galicische nationalisten kan hij geen regering vormen. Fraga treedt af en er breekt een strijd uit om de opvolging die door Feijóo in 2006 gewonnen wordt. Sinds dat jaar is hij voorzitter van de regionale Partido Popular.
Als er in 2009 opnieuw verkiezingen zijn, stelt hij zich kandidaat voor het presidentschap van Galicië en wint met een absolute meerderheid. In 2012, 2016 en 2020 wordt hij herkozen, telkens weer met een absolute meerderheid. Onder zijn bestuur wordt de regionale overheid afgeslankt. Als president van Galicië is hij een van de belangrijkste partijbaronnen binnen de PP. Als in 2022 blijkt dat toenmalig partijpresident Pablo Casado niet in staat is de partij onder zich te verenigen en terug te leiden naar electoraal succes, wordt Feijóo op 2 april op een buitengewoon partijcongres benoemd tot nieuwe nationale partijleider. Er werd al jaren gespeculeerd over deze stap naar de nationale politiek. 
- Biblioteca Nacional de España: XX5088486
- Catàleg d'autoritats de noms i títols de Catalunya: 981060740868206706
- Gemeinsame Normdatei: 1156695937
- Virtual International Authority File: 305306614
- WorldCat: E39PBJq6Vr8BPjDvFRyHxWf8YP